# سكوت أوكس
سكوت أوكس (بالإنجليزية: Scott Oakes)‏ هو لاعب كرة قدم بريطاني في مركز نصف الجناح، ولد في 5 أغسطس 1972 في ليستر في المملكة المتحدة. شارك مع منتخب إنجلترا تحت 21 سنة لكرة القدم. أما مع النوادي، فقد لعب مع شيفيلد وينزداي وكامبريدج يونايتد وليستر سيتي ونادي بيرنلي ونادي شيلبورن ونادي لوتون تاون ونادي ليتون أورينت.

## وصلات خارجية
- سكوت أوكس على موقع قاعدة بيانات كرة القدم.إي يو (الإنجليزية)
- سكوت أوكس على موقع Soccerbase.com (لاعب) (الإنجليزية)
- سكوت أوكس على موقع عالم كرة القدم.نت (الإنجليزية)